# Dendrocalamus sinicus
Dendrocalamus sinicus ist eine Bambus-Art der Gattung Dendrocalamus. Sie zählt mit einer Höhe von bis zu 46 Metern zu den größten Bambus-Arten. Die Halme werden bis zu 37 cm dick, die Halmwände können 5,8 cm dick werden.